# 拉蒙·佛朗哥
拉蒙·佛朗哥（西班牙語：Ramón Franco；1896年2月2日—1938年10月28日），西班牙政治人物和航空先驅，他是弗朗西斯科·佛朗哥的弟弟。兩人在國王阿方索十三世統治時期被譽為西班牙的民族英雄，但兩人政治觀點極為不同。

## 飛行者
他最初是一個步兵，在1914年派駐西屬摩洛哥，在1920年加入西班牙空軍。1926年，當他駕駛飛行船進行跨大西洋飛行，成為國家英雄，該10270公里旅程59小時39分鐘內完成。該事件出現在大部分主要報紙全世界，使西班牙飛行員在整個西班牙語世界受到讚譽。
1929年，他又嘗試跨大西洋飛行，但這次墜機，由英國皇家海軍救起。

## 政治活動
與他有名的兄長不同，他在米戈尔·普里莫·德里维拉專政時期多次反政府和陰謀反君主制而入獄服刑。
在1930年12月，他和其他支持共和的飛行員在馬德里散發傳單而偽稱西班牙各地已爆發共和革命，後逃到葡萄牙，在西班牙第二共和國宣告成立時回到西班牙。
回國後重新進入軍隊，出任航空部長，不久後被解僱，後來他成為安達盧西亞無政府主義者領袖，並從從軍隊退休，專注於政治。
當西班牙內戰在1936年7月發生爆發，他在成為西班牙駐美國使館空軍武官。當他回到西班牙，他不顧左翼政治的過去，他加入了民族派一方而晉升中校，成為馬略卡島空軍基地指揮官，但在1938年死於一次空難。